# Megesheim
Megesheim là một đô thị ở huyện Donau-Ries trong bang Bayern nước Đức. Đô thị Megesheim có diện tích 12,53 km².